# Chlerogella mourella
Chlerogella mourella är en biart som beskrevs av Engel 2003. Chlerogella mourella ingår i släktet Chlerogella och familjen vägbin. Inga underarter finns listade i Catalogue of Life.